# Paracles contraria
Paracles contraria là một loài bướm đêm thuộc phân họ Arctiinae, họ Erebidae.